# Anabelle Smith
Anabelle Smith (Melbourne, 3 febbraio 1993) è una tuffatrice australiana, vincitrice di una medaglia di bronzo ai Giochi olimpici di Rio de Janeiro 2016.

## Biografia
Si è qualificata ai Giochi olimpici di Londra 2012 nel trampolino 3 metri sincro con Sharleen Stratton ed ha finito la competizione al quinto posto.
Ha rappresentato l'Australia ai Giochi olimpici di Rio de Janeiro 2016  gareggiando nel concorso dei tuffi dal trampolino 3 metri sincro dove, in coppia con  Maddison Keeney, ha vinto la medaglia di bronzo nella gara vinta dalle cinesi Shi Tingmao e Wu Minxia; l'argento è andato alle italiane Tania Cagnotto e Francesca Dallapé.

## Palmarès
- Giochi olimpici

Rio de Janeiro 2016: bronzo nel sincro 3m.
- Mondiali

Shanghai 2011: bronzo nel sincro 3m.
Budapest 2022: bronzo nel sincro 3m.
Doha 2024: argento nel sincro 3m.
- Coppa del Mondo di tuffi

Shanghai 2014: bronzo nel sincro 3m.
- Giochi del Commonwealth

Delhi 2010: bronzo nel sincro 10m.
Glasgow 2014: bronzo nel sincro 3m.
Birmingham 2022: oro nel sincro 3m.
- Vincitrice della Coppa del Mondo del sincro 3m nel 2024